# Summit - Reunión cumbre

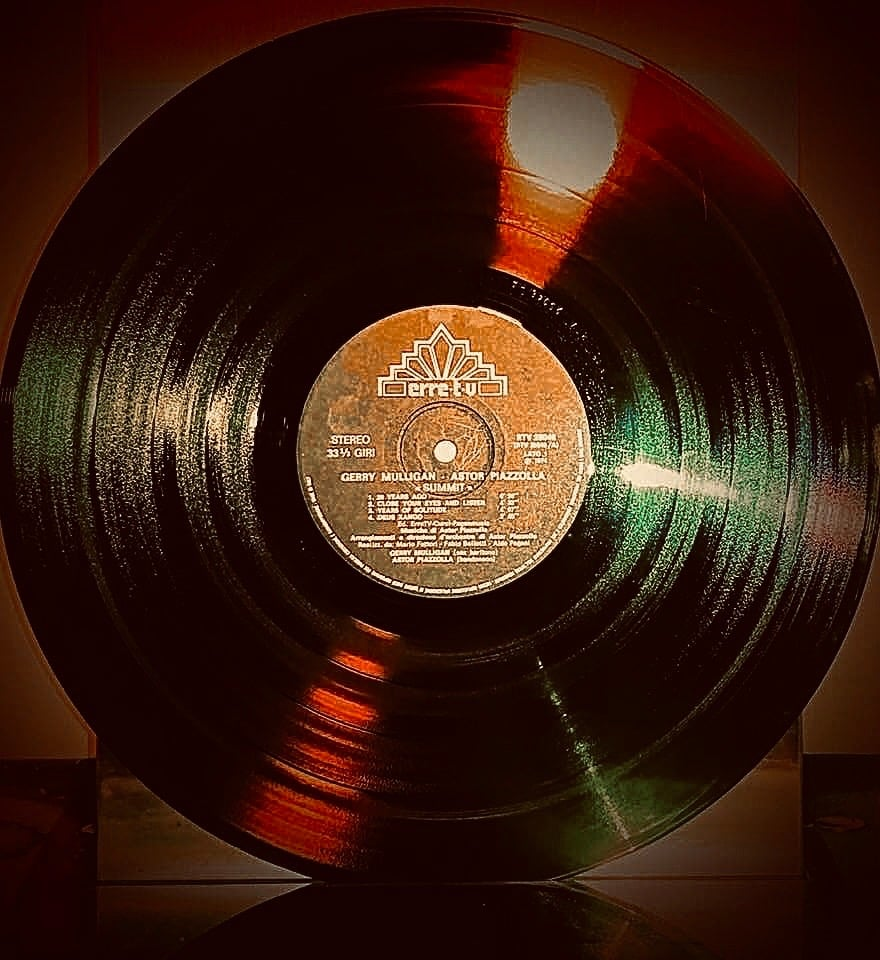
Face A du disque, label Erre T.V.

Pour les articles homonymes, voir Summit.
Albums de Astor Piazzolla, Gerry Mulligan
Libertango (album)
(1974) Astor Piazzolla & Amelita Baltar
(1974)
(en) Summit - (es) Reunión cumbre (également publié sous le titre Nuevo tango dans l'édition Atlantic de 1975) est un album du bandonéoniste argentin Astor Piazzolla et du saxophoniste de jazz Gerry Mulligan. Le disque 33 tours original a été enregistré et publié en Italie en 1974.
« A superb 1974 session recorded in Milan teams baritone-saxist Gerry Mulligan with the great guru of art-music tango. This is mostly dark and moody music, with a lot of tonal variety and a resolute refusal to fit into any of the handy pigeonholes: a one-off event, wholly successful. »
— All Music

« Une superbe séance enregistrée à Milan en 1974 réunit le saxophoniste baryton Gerry Mulligan et le grand gourou du tango artistique. Il s'agit d'une musique essentiellement sombre et morose, d'une grande variété tonale et d'un refus résolu d'entrer dans l'une des catégories les plus pratiques : un événement unique, tout à fait réussi. »

## Contexte
L'album est né de la rencontre, qui a eu lieu en Italie en 1974, entre le bandonéoniste argentin Astor Piazzolla et le saxophoniste nord-américain Gerry Mulligan, considéré comme l'un des membres les plus éminents de la scène jazz musicale mondiale.
L'album a été enregistré à Milan et comprend huit compositions, sept écrites par Piazzolla et une par Mulligan. La fusion du nuevo tango d'Astor Piazzolla avec les influences jazz de Gerry Mulligan, soutenue par un orchestre de musiciens italiens et argentins, a été décrite comme "un disque mémorable d'une rare beauté" et "un événement unique, entièrement réussi".

« Depuis 1940 jusqu'à aujourd'hui, j'ai eu les problèmes les plus terribles, juste à cause d'une musique populaire appelée tango... »

— Astor Piazzolla
Astor Piazzolla, considéré aujourd'hui comme le grand rénovateur du tango argentin, fit la connaissance de Gerry Mulligan alors qu'il étudiait avec Nadia Boulanger à Paris en 1954, venu avec son octuor au Festival Salon du Jazz. Ce n'est toutefois qu'en 1974, lors du festival Rassegna International à Venise et du disque commun Summit, que les deux musiciens purent concrétiser musicalement les idées et les suggestions nées de leur première prestation commune. Sous l'impulsion de Nadia Boulanger, Piazzolla avait entre-temps trouvé son identité dans le tango argentin (et non dans les styles européens) - et avait commencé à le renouveler en profondeur. L'album publié en Europe aussi sous le nom de  Nuevo tango a donné son nom à la musique de Piazzolla et de ses successeurs, même si le style de cette musique, dont l'ambiance est en grande partie marquée par le saxophone baryton très expressif de Gerry, doit être classé dans le jazz plutôt que dans le tango argentin. Le public, la presse, les musiciens et les danseurs de tango argentin étaient divisés et la percée internationale de Piazzolla en tant que l'un des grands compositeurs de tango argentin ne devait se faire que plusieurs années plus tard (à l'époque de la dictature militaire argentine).
« C'est notamment grâce à la musique étouffante et pénétrante de Gato Barbieri pour Bertolucci, le film à scandale de 1973 Le Dernier Tango à Paris » qu'en 1973, « il y avait du tango dans l'air » pour les producteurs de musique". Piazzolla et Mulligan se sont rencontrés à Milan en automne 1974 pour enregistrer le disque avec un ensemble de studio italien. Ils se trouvaient pour cela du 24 au 26 septembre et du 1er au 4 octobre 1974 dans le studio d'enregistrement, où Tonino Paolillo était responsable en tant qu' ingénieur du son. Entre-temps, ils ont joué à Venise, où la composition Close your eyes and listen a été enregistrée et diffusée par la télévision italienne le 28 septembre 1974.

## Enregistrement
L'album a été enregistré du 24 au 26 septembre et du 1er au 4 octobre 1974 au Mondial Sound Studio de Milan, en Italie, par l'ingénieur du son Tonino Paolillo.

## Histoire de la sortie de l'album
L'histoire de la sortie de l'album Summit semble assez floue. Le LP est sorti à l'origine en 1974 sur le label italien Erre T.V.. En plus d'une sortie sur le label éphémère de la société chimique allemande BASF, l'album a été réédité l'année suivante par le WEA allemand sur le label Atlantic Records sous le nom de Tango Nuevo. En Amérique latine, l'album est sorti sous le titre Reunión cumbre sur le label argentin Trova et (sans autre titre) au Brésil sur le label  Pick Jazz. Bien que plusieurs fois réédité en CD depuis la fin des années 1980, l'album n'a pas encore été remasterisé numériquement.
Le journal italien La Opinion écrivait déjà le 24 décembre 1974 :

« Summit [...] n'est pas seulement le plus merveilleux ou un album attendu depuis longtemps par Mulligan. C'est aussi la confirmation que Piazzolla continue d'être, quel que soit le contexte ou la ville, un créateur à la personnalité incorruptible. Le plus honteux, c'est qu'il ne peut pas le faire dans son propre pays. »

Klaus Wienerroither a déclaré rétrospectivement : « Gerry Mulligan adapte prudemment son jeu à ce jalon musical, lors de l'interaction congéniale avec Piazzolla, on a parfois l'impression de n'entendre qu'un seul instrument. »
Allmusic a également constaté que Mulligan "ajoutait une nouvelle voix importante à la musique de Piazzolla". Cependant, "le son un peu étrangement bouché 
son [de la réédition]... fait souvent sonner les cordes (violon, alto et violoncelle) comme un synthétiseur, et la batterie est souvent un peu lourde ; c'est peut-être la raison pour laquelle Piazzolla a réduit la taille des groupes ultérieurs et supprimé la batterie".
L'album, qui est arrivé dans les magasins de disques d'Europe centrale en 1975 sous le nom de Tango Nuevo par le biais de WEA Records sur le label Atlantic, est rapidement devenu un succès de vente, même au-delà des cercles du jazz et du tango proprement dits ; il a contribué à la popularisation du tango nuevo. Il n'a rien perdu de sa fascination enchanteresse et a été réédité à plusieurs reprises sous différents titres. Il est considéré comme un classique intemporel, même s'il n'a pas réussi dans un premier temps à susciter une nouvelle mode du jazz. « Ceux qui pensaient que la mise en réseau du sous-continent avec le jazz "made in USA", analogue à la bossa nova de Stan Getz une dizaine d'années plus tôt, allait donner naissance à une nouvelle vague, ont été déçus - le son mélancolique de l'Argentine était trop cassant pour pouvoir réaliser une synthèse durable avec le swing langoureux. »

## Personnel

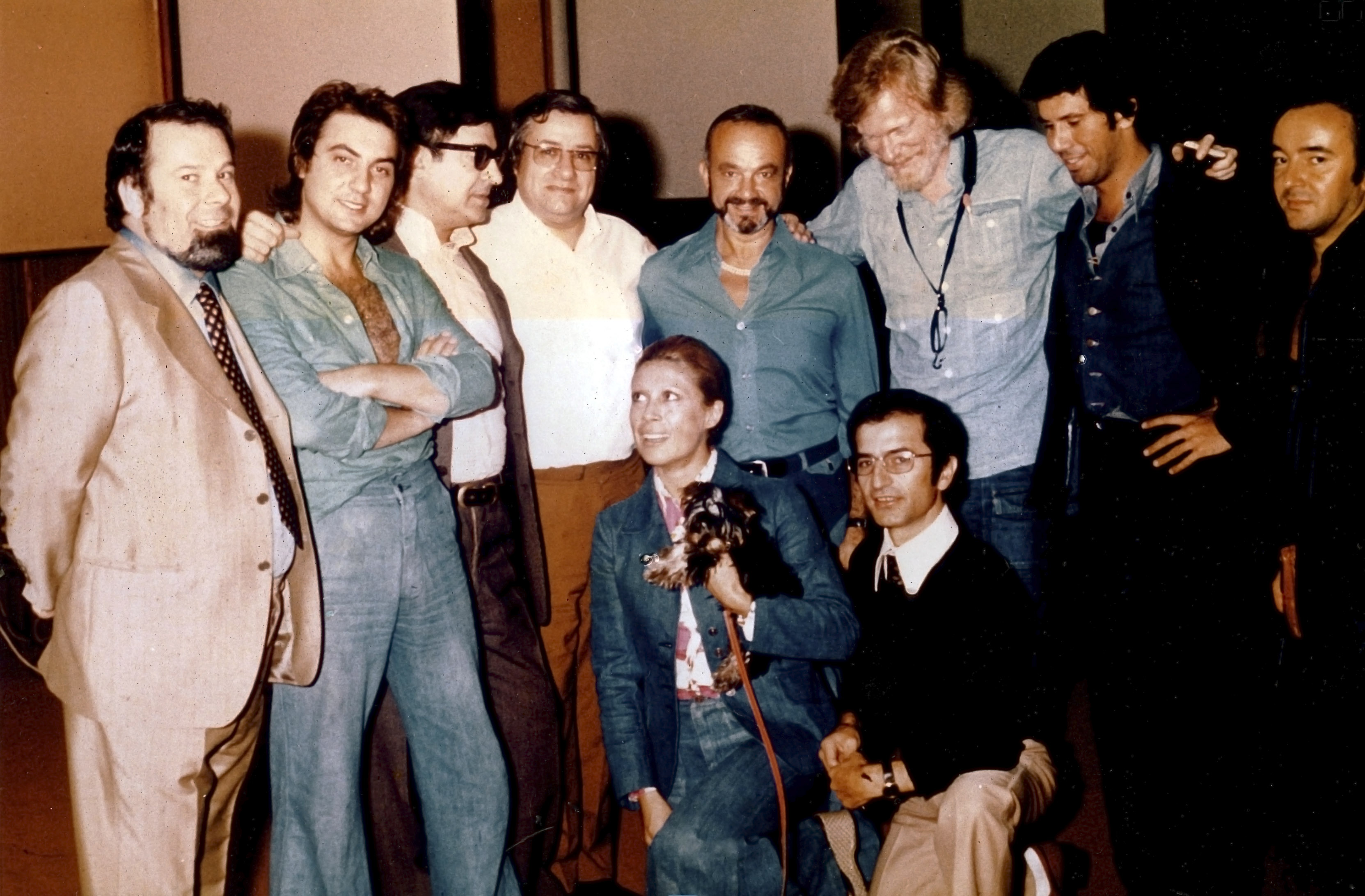
Depuis la gauche: Aldo Pagani, Tullio De Piscopo, Filippo Daccó, Angel "Pocho" Gatti, Astor Piazzolla, Gerry Mulligan, Pino Presti, Alberto Baldan Bembo;
En bas: Amelita Baltar, Tonino Paolillo.

### Musiciens
- Astor Piazzolla - bandonéon
- Gerry Mulligan - saxophone baryton
- Angel 'Pocho' Gatti - piano, piano électrique Fender Rhodes 73, orgue
- Tullio De Piscopo - batterie, percussions
- Pino Presti - basse électrique
- Alberto Baldan, Gianni Zilioli - marimba
- Filippo Daccò, Bruno De Filippi - guitare électrique
- Section de cordes avec
  - Umberto Benedetti Michelangeli - 1er violon
  - Renato Riccio - 1er alto
  - Enio Miori - 1er violoncelle

### Production
- Producteurs - Aldo Pagani, Mario Fattori, Fabio Belotti
- Producteur exécutif  - Aldo Pagani
- Ingénieur du son - Tonino Paolillo
- Concepteur design de la couverture originale- Roberto Carra, Marco Cambieri
- Photographe de la couverture originale - Alberto Rizzo

## Liste des pistes
Tous les morceaux ont été écrits, arrangés et dirigés par Astor Piazzolla, à l'exception de la piste 6, "Aire de Buenos Aires", écrite par Gerry Mulligan.
1. 20 years ago (Hace veinte años) - 6:26 (Astor Piazzolla)
2. Close your eyes and listen (Cierra tus ojos y escucha)  - 4:32 (Astor Piazzolla)
3. Years of solitude (Años de soledad)  - 4:07 (Astor Piazzolla)
4. Deus xangô - 3:45 (Astor Piazzolla)
5. 20 years after (Veinte años despues) - 4:10 (Astor Piazzolla)
6. Aire de Buenos Aires - 4:37 (Gerry Mulligan)
7. Remiscence (Reminiscencia) - 6:30 (Astor Piazzolla)
8. Summit (Reunión cumbre) - 3:35 (Astor Piazzolla)